# Alex Frigerio Payán
Alessandro Frigerio Payán, llamado "Mucho", (Tumaco, Nariño, Colombia, 15 de noviembre de 1914-10 de enero de 1979) fue un futbolista colombiano de ascendencia suiza que, como delantero de Young Fellows Zurich, ganó la Copa Suiza en 1936 y el campeonato nacional de liga con el FC Lugano en 1941. "Mucho" Frigerio marcó 227 goles en 299 partidos de primera división y fue el máximo goleador de la liga nacional en tres ocasiones. Jugó en la Selección de Suiza e integró el equipo helvético que disputó la Copa Mundial de Fútbol de 1938. Después de su carrera como jugador, ocupó brevemente el cargo de entrenador del FC Chiasso en 1947/48 y 1951/52.
Su hijo, Roberto Frigerio, nacido en Francia en 1938, también fue futbolista profesional. Falleció en Suiza a la edad de 84 años en 2023.
Por confirmar: parentesco con el futbolista bogotano Matteo Frigerio.

## Biografía
Hijo del ciudadano suizo Reinaldo Frigerio y la dama colombiana María Payán. Nació en Tumaco.Sus primeros ocho años los vivió en el puerto de Buenaventura, donde aprendió a jugar fútbol. Hacia el año de 1932, el padre de Alessandro, quien también ofició como Cónsul de Colombia en Suiza, determinó regresar a su país natal, ya en Suiza, Alex se incorporó en las filas del FC Lugano, en este equipo, después de algunos ensayos en las divisiones inferiores, fue llamado a vestir la camiseta del onceno profesional. 
Luego de permanecer un año en el Liverpool F.C. de Inglaterra, Frigerio Payán volvió a Suiza, donde fue transferido al Servette Football Club Genève de Ginebra y posteriormente al SC Young Fellows Juventus de Zúrich con este equipo ganó la Copa Suiza de 1936. En la cuarta temporada en el Schwarz-Roten de Zúrich, 1935/36, se produjo el esperado éxito: Con el entrenador Josef "Csibi" Winkler, el 27 veces goleador se convirtió en subcampeón por detrás de Lausanne Sports con YF y ganó la Copa Suiza el 13 de abril de 1936 con una victoria por 2-0 sobre Servette FC Genève. También se distinguió como goleador en la final junto a sus compañeros de equipo Gustav Schlegel, Eduard Müller y Eugen Diebold. En el año siguiente, 1936/37, los Young Fellows fueron terceros tras el campeón GCZ y los Young Boys de Berna, "Mucho" Frigerio conquistó la corona del máximo goleador suizo por primera vez con 23 goles.
De 1937 a 1939, Frigerio irrumpió en el noroeste de Francia para Le Havre AC. Fue ascendido del Stade de la Cavee Vete en 1938 a la División 1 con el Le HAC vestido de azul claro y azul oscuro y solo falló en la semifinal de la Copa de Francia 1937/38 con 0:1 goles en la prórroga del Olympique de Marsella. En la División 1 jugó 24 partidos con el HAC en 1938/39 y marcó 16 goles. 
El estallido de la II Guerra Mundial obligó a Alex a dejar apresuradamente a Francia. En 1939/40 regresó a su club natal, el FC Lugano, en el Tesino. Luego de un receso por la guerra, los campeonatos se reanudaron en Suiza y una vez más Frigerio, jugando para el Lugano, ganó el campeonato de 1941. desde 1943 hasta 1947 jugó en el AC Bellinzona donde se retiró, para ser entrenador del FC Chiasso un par de temporadas.

## Alessandro Frigerio Payán conSuiza
Siendo aún muy joven, Alessandro fue seleccionado para actuar como centro delantero de la con la Suiza, haciendo su estreno el 6 de marzo de 1932 contra Alemania en la ciudad de Leipzig, frente a 65.000 espectadores, junto a su compañero de club Gabriele Gilardoni y al guardameta Frank Séchehaye. Con el equipo suizo jugó la Clasificación para la Copa Mundial de Fútbol de 1934, marcando el primer gol de Suiza en unas Eliminatorias Europeas a los Campeonatos Mundiales de Fútbol, el 24 de septiembre de 1933 en Belgrado contra la selección de Yugoslavia.
Su mayor mérito con Suiza fue hacer parte del equipo que disputó la Copa Mundial de Fútbol de 1938, integrando la nómina del equipo helvético que, en un histórico partido, derrotó el 9 de junio de 1938 en París 4-2 a la poderosa Alemania, que estaba conformada por los mejores jugadores de la Alemania Nazi y Austria (la anexión austriaca a Alemania sucedió en marzo de 1938 y se conoce con el nombre de Anschluss).
Con la Selección Nacional jugó entre 1932 y 1937 contra Alemania, Francia, Hungría, Yugoslavia, Austria, Noruega, Irlanda y los Países Bajos. En total, 10 partidos y un gol.
Se considera a Alessandro Frigerio Payán (ó Alessandro Frigerio, según las estadísticas de la FIFA) como el primer futbolista nacido en Colombia que disputó una Copa Mundial de Fútbol, la Copa Mundial de Fútbol de 1938.
| Estadísticas de Alessandro Frigerio Payán con Suiza | Estadísticas de Alessandro Frigerio Payán con Suiza | Estadísticas de Alessandro Frigerio Payán con Suiza | Estadísticas de Alessandro Frigerio Payán con Suiza | Estadísticas de Alessandro Frigerio Payán con Suiza | Estadísticas de Alessandro Frigerio Payán con Suiza | Estadísticas de Alessandro Frigerio Payán con Suiza  |
| #                                                   | Fecha                                               | Ciudad, País                                        | Rival                                               | Resultado                                           | Gol                                                 | Partido                                              |
| --------------------------------------------------- | --------------------------------------------------- | --------------------------------------------------- | --------------------------------------------------- | --------------------------------------------------- | --------------------------------------------------- | ---------------------------------------------------- |
| 1.                                                  | 06-03-1932                                          | Leipzig, Alemania                                   | Alemania                                            | 0:2                                                 | 0                                                   | Amistoso                                             |
| 2.                                                  | 20-03-1932                                          | Berna, Suiza                                        | Francia                                             | 3:3                                                 | 0                                                   | Amistoso                                             |
| 3.                                                  | 07-09-1933                                          | Budapest, Hungría                                   | Hungría                                             | 0:3                                                 | 0                                                   | Amistoso                                             |
| 4.                                                  | 24-09-1933                                          | Belgrado, Yugoslavia                                | Yugoslavia                                          | 2:2                                                 | 1                                                   | Clasificación para la Copa Mundial de Fútbol de 1934 |
| 5.                                                  | 11-11-1934                                          | Viena, Austria                                      | Austria                                             | 0:3                                                 | 0                                                   | Amistoso                                             |
| 6.                                                  | 27-01-1935                                          | Stuttgart, Alemania Nazi                            | Alemania                                            | 0:4                                                 | 0                                                   | Amistoso                                             |
| 7.                                                  | 03-11-1935                                          | Zúrich, Suiza                                       | Noruega                                             | 2:0                                                 | 0                                                   | Amistoso                                             |
| 8.                                                  | 10-11-1935                                          | Budapest, Hungría                                   | Hungría                                             | 1:6                                                 | 0                                                   | Amistoso                                             |
| 9.                                                  | 17-03-1936                                          | Dublín, Irlanda                                     | Irlanda                                             | 0:1                                                 | 0                                                   | Amistoso                                             |
| 10.                                                 | 07-03-1937                                          | Ámsterdam, Países Bajos                             | Países Bajos                                        | 1:2                                                 | 0                                                   | Amistoso                                             |

## Clubes
| Club                      | País    | Año       |
| ------------------------- | ------- | --------- |
| FC Lugano                 | Suiza   | 1932-1933 |
| SC Young Fellows Juventus | Suiza   | 1933-1937 |
| Le Havre AC               | Francia | 1937-1939 |
| FC Lugano                 | Suiza   | 1939-1943 |
| AS Bellinzona             | Suiza   | 1943-1947 |

## Participaciones en Copas del Mundo
| Mundial                        | Sede    | Resultado        | Partidos | Goles |
| ------------------------------ | ------- | ---------------- | -------- | ----- |
| Copa Mundial de Fútbol de 1938 | Francia | Cuartos de final | 0        | 0     |

## Palmarés

### Campeonatos nacionales
| Título           | Club             | País    | Año  |
| ---------------- | ---------------- | ------- | ---- |
| Copa Suiza       | SC Young Fellows | Suiza   | 1936 |
| Ligue 2          | Le Havre AC      | Francia | 1938 |
| Super Liga Suiza | FC Lugano        | Suiza   | 1941 |
| Liga 1 de Suiza  | AS Bellinzona    | Suiza   | 1944 |

### Distinciones individuales
| Distinción                    | Año  | Goles |
| ----------------------------- | ---- | ----- |
| Goleador del Campeonato Suizo | 1937 | 23    |
| Goleador del Campeonato Suizo | 1941 | 26    |
| Goleador del Campeonato Suizo | 1942 | 23    |